# Ляоян
Ляоян е град в провинция Ляонин, Североизточен Китай. Населението в по-големия административен район, който включва и града, е 1 859 768 жители, а градското население е 527 850 жители (2010 г.). Общата площ на административния метрополен район е 4731 кв. км, а градската част е с площ от 210 кв. км. Намира се в часова зона UTC+8. Телефонният код е 419. Географски е разположен на полуостров. Намира се на около 1 час южно от административния център на провинцията си Шънян.